# Ivar Jonsson

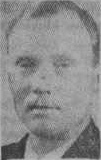
Ivar Jonsson

Karl Ivar Jonsson, född 25 januari 1903 i Mörlunda församling, Kalmar län, död 20 maj 1986 i Lidingö, var en svensk arkitekt och ämbetsman. 
Jonsson utexaminerades från Chalmers tekniska institut 1929 och från Kungliga Tekniska högskolan 1930. Han var anställd hos bland andra arkitekterna Knut Nordenskjöld, Gustaf Birch-Lindgren, Bengt Romare och Georg Scherman 1930–1936. Han var anställd på Byggnadsstyrelsens stadsplanebyrå 1936–1967 samt byggnadsråd och chef för nämnda byrå från 1960. Han var byråchef vid Statens planverks planbyrå 1967 och tillförordnad överdirektör där 1968–1969. Han var stadsarkitekt i Sollentuna köping 1944–1946. Han utförde egna plan- och byggnadsuppdrag i olika delar av Sverige. 
1979 tilldelades han Gustaf Dahlen-medaljen för sina insatser inom samhällsbyggandet.